# Клирон
Клирон (фр. Cliron) насеље је и општина у североисточној Француској у региону Шампањ-Арден, у департману Ардени која припада префектури Шарлвил Мезјер.
По подацима из 2011. године у општини је живело 296 становника, а густина насељености је износила 47,9 становника/km². Општина се простире на површини од 6,18 km². Налази се на средњој надморској висини од 182 метара.

## Демографија
| 1962. | 1968. | 1975. | 1982. | 1990. | 1999. | 2011. |
| ----- | ----- | ----- | ----- | ----- | ----- | ----- |
| 171   | 187   | 186   | 267   | 265   | 280   | 296   |

График промене броја становника у току последњих година